# Ölkofra þáttr
O Conto de Ölkofri (em islandês:  Ölkofra þáttr), também conhecido com a saga Ölkofra, é uma breve história islandesa (þáttr), foi composta na segunda metade do século XIII por um autor desconhecido. Trata-se de uma sátira sobre o sistema judicial medieval do Estado Livre Islandês e relata a história de um fabricante de cerveja que acidentalmente provocou o incêndio de valiosos bosques (Goðaskógr) pertencentes a seis poderosos chefes tribais islandeses: Snorri Goði, Gudmundur Eyjólfsson, Skapti Þóroddsson, Þorkell Geitirsson, Eyjólfur Þórðarson e Þorkell Bjarnason. Todos eles apresentam um processo contra o cervejeiro no Alþingi num esforço de proscrevê-lo, mas graças a Skegg-Broddi Bjarnasson (filho de Bjarni Brodd-Helgason, que aqui aparece como cunhado de Þorsteinn Síðu-Hallsson) que inesperadamente acode em sua ajuda, Ölkofri consegue escapar da condenação. O argumento é semelhante à saga de Bandamanna.